# 斯太尔91
斯太尔91是一系列由奥地利斯太尔-戴姆勒-普赫制造的重型载货汽车车型，由原斯太尔90系列改进而来，采用WD615系列发动机，并有多个变种，1978年开始生产。

## 结构
斯太尔91设有可向前翻转的驾驶室，隔音和隔热效果也较之前的型号有所改进。 
此外，该车型多处使用塑料部件，包括保险杠和发动机罩等。 

## 车型
- 1978年，斯太尔91投产，成为斯太尔90 Plus系列（德语：Steyr 90-Plus Serie）的后继车型，型号包括991、1291和1491。
- 1979年，791和891两种型号投产，1980年为瑞士和荷兰制造的四轴版1891型也开始生产。
- 1982年，斯太尔开始生产591型和691型中型卡车。

基于1291和1491两个型号研发的四轮驱动军用车斯太尔91M于1983年投入生产。加拿大、沙特阿拉伯和希腊等国购买了这一军用型号。中国引进斯太尔技术后，陕汽也先后制造了SX2150、SX2190等基于斯太尔91的军用车型。   

## 发动机
斯太尔91系列主要使用WD615型发动机，该型号中W代表水冷式、D代表柴油发动机、6代表直列6缸、15代表每缸排量为1.5升。此款发动机缸径126毫米，冲程130毫米，有自然吸气、增压、增压中冷三种机型。其中，自然吸气式发动机的功率为150千瓦，增压机型功率为190千瓦，增压中冷型功率则为205千瓦。1995年，潍柴在WD615的基础上开发出功率更大的WD618系列发动机。
用于中型卡车的WD610型发动机也升级为WD612型，缸径108毫米，冲程120毫米，自然吸气型发动机功率105千瓦，增压型功率125千瓦，增压中冷型为155千瓦。用于591和691型的发动机功率被降为100千瓦。 
此前用于斯太尔1290和1490型的V型8缸发动机WD815在斯太尔91系列投产后，性能也有所提升，涡轮增压型发动机功率更达到330马力。此外，斯太尔基于WD815改进型开发了V10和V12发动机，但这两款发动机并未量产。

## 国外生产

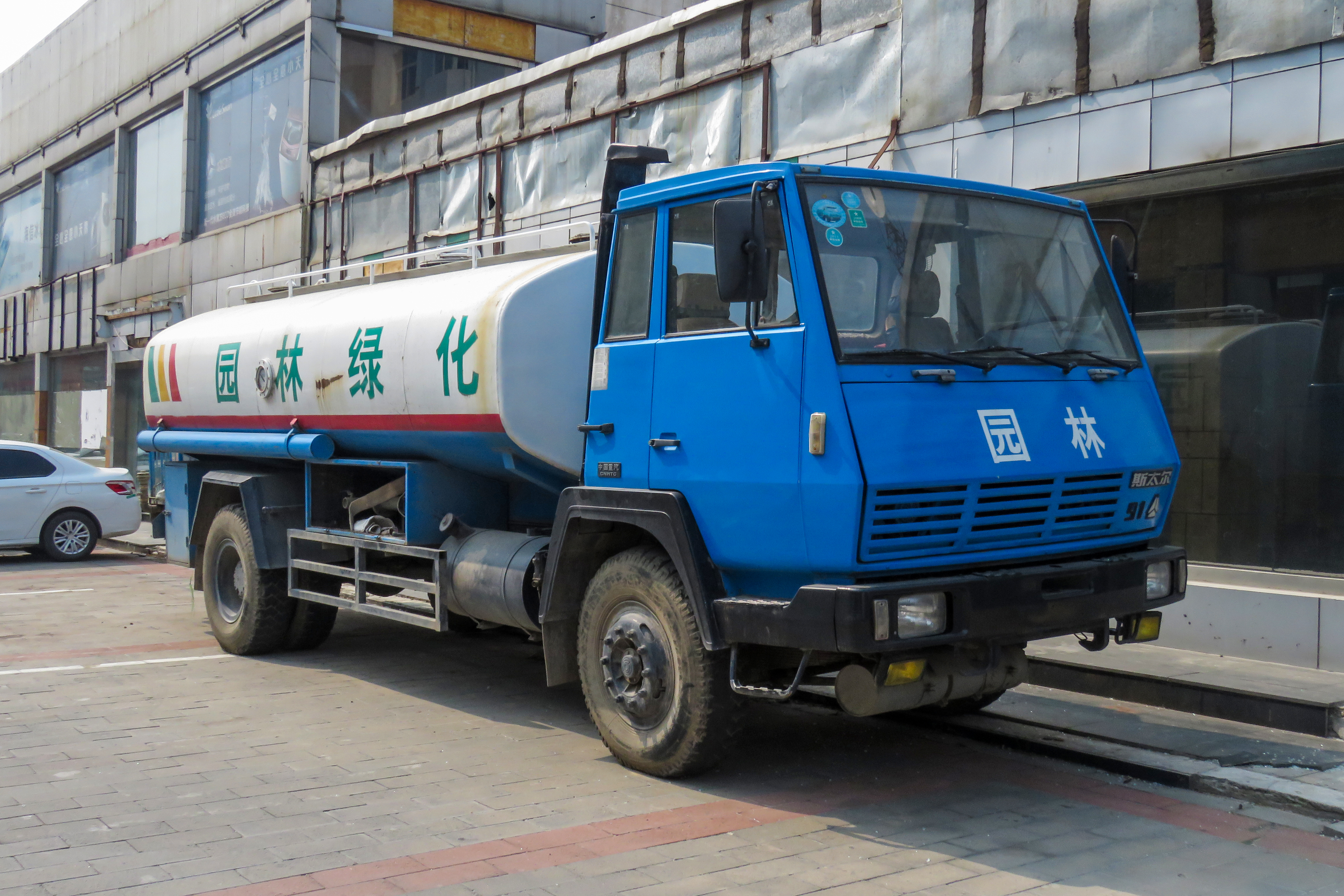
中国重汽制造的斯太尔91

中国重型汽车联营公司1983年12月17日与斯太尔-戴姆勒-普赫签订重型汽车制造技术转让合同，将斯太尔91引入中国。此后，济南汽车制造厂、陕西汽车制造厂和重庆汽车制造厂均获授权生产斯太尔91整车和车桥，潍坊柴油机厂和杭州发动机厂则获授权生产WD615型发动机。 
1985年，北京客车装配公司四厂利用斯太尔91底盘试制铰接客车1台:42，斯太尔91相关技术也开始用于中国国内的客车生产，并促成了中国20世纪80年代末的大型客车底盘联合设计项目，从而实现公共交通车辆大型化的目标:49。

## 延伸阅读
- J. F. J. Kuipers, Great Trucks, Beekman House, 1983, Seite 91, ISBN 978-0-517-38114-4